# Now You Know (Desperate Housewives)
«Now You Know» es el 71º episodio de la serie Desperate Housewives transmitido por la cadena norteamericana ABC. Este episodio estrenó la cuarta temporada el 30 de septiembre del 2007. Fue escrito por Marc Cherry y dirigido por Larry Shaw.

## Estrellas invitadas
- Nathan Fillion como Adam Mayfair.
- Kathryn Joosten como Karen McCluskey.
- Julia Campbell como Muriel.
- Polly Bergen como Stella.
- John Slattery como Victor Lang.

### Co-starring
- Pat Crawford Brown como Ida Greenberg.
- Darian Pinkerton como Penny.
- Coley Sohn como Enfermera.
- Zachary Gordon como Niño.
- Gil Glasgow como Hombre.
- Pamela Kosh como Señora McKeever.
- Jim Klock como Guardia de seguridad.

## Recapitulación del episodio

### Comienzo
Para retener a Carlos, Edie decide fingir su suicidio, su plan falla y casi muere en su intento. Al mismo tiempo, Gabrielle espera a Carlos para fugarse mientras su esposo la espera para consumar su matrimonio. 
Los planes de la recién casada Gabrielle se vienen abajo cuando recibe una llamada de Carlos, quien le explica que no podrán fugarse ya que Edie intentó suicidarse y no puede abandonarla. 
Al vecindario llega Katherine Mayfair, con su esposo Adam y su hija Dylan. Susan reconoce a la mujer como una vecina que vivía en la calle 12 años atrás. 
Lynette oculta a sus hijos y vecinos su enfermedad pues no tolera que le tengan lástima. Gabrielle sigue viviendo en la casa donde vivió con Carlos y se opone a que Víctor la venda. Bree sigue fingiendo su embarazo por lo que se pone un tanto agresiva cada vez que alguien intenta tocarle su vientre. 
Susan se indigna cuando al acudir al médico, éste le insinúa que puede estar menopáusica. Katherine organiza una fiesta para presentarse con sus vecinos, coincidiendo con el regreso de Edie, quien al ver la fiesta cree que es para darle la bienvenida. 
En la fiesta, McCluskey le pregunta a Katherine porqué se fue tan de prisa hace doce años. Durante la reunión a Bree se le clava un tenedor causando alboroto entre los vecinos, su sagacidad la ayuda a salir de problemas. Orson habla con su esposa sobre su falso embarazo, pero comprende que el bebé representa para Bree una segunda oportunidad para ser una buena madre. 
Gabrielle se molesta cuando Edie le cuenta que Carlos le pidió matrimonio, así que habla con su ex y terminan siendo amantes ya que no pueden huir. 
Las molestias causadas por la quimioterapia orillan a Lynette a confesarle a sus amigos y vecinos padecer cáncer. Julie se da cuenta de que Dylan, la hija de Katherine, no recuerda nada del tiempo que vivió en Wisteria Lane, solo un sueño donde un hombre la persigue. 
Edie se entera de que Carlos tiene una cuenta de diez millones de dólares en la Isla Caimán y lo amenaza con declarar en la corte sobre la existencia de ese dinero al menos que se case con ella. 
El doctor de Susan le informa que no está menopáusica pero sí embarazada. Katherine le comenta a su esposo que no va a dejar dormir a Dylan en su habitación anterior, él le pregunta que si cometieron un error al volver pero ella le responde que no tenía otra opción.

## Conclusión e inicio del nuevo misterio
Mientras hablan, Susan, Bree y Gabrielle le dicen a Lynette cómo estaban decepcionadas de que no les haya dicho nada sobre su cáncer. Las cuatro mujeres hacen un acuerdo para decirse entre ellas todos sus secretos y de nunca más ocultar nada la una de la otra, evidentemente, no la verdad como que Bree se hace pasar por embarazada, Gabrielle está teniendo un romance con Carlos y Susan se casó en secreto con Mike. 
La tensión entre Bree y Katherine cae como bengalas cuando Katherine nerviosamente le dice a Bree que tiene que llevar su amado árbol hasta su patio trasero, a lo que Bree le responde que no hará tal cosa. Dylan trata, pero no recuerda a Susan o a Julie de cuando ella vivía originalmente en Wisteria Lane. Unos días después, Katherine hace una barbacoa para toda el vecindario con el fin de volver a reencontrarse con todos. Durante la fiesta, Edie va con Carlos y los errores de Katherine forman parte de su propia fiesta de bienvenida. Julie y Dylan se reúnen de nuevo, pero Dylan no recuerda a Julie o sus viejos amigos. Más tarde, Julie está hablando con Dylan cuando ella le menciona a Julie sobre su memoria más antigua. En ella, se recuerda a sí misma como una niña y que un hombre intenta apoderarse de ella. Cuando concluye el episodio, Julie le dice a Susan que la Dylan que se ha trasladado a Wisteria Lane no es la verdadera Dylan, que no es la misma niña que Julie conoció cuando era pequeña. En la casa de los Mayfair, Katherine y Adam discuten acerca de una habitación. Adam pregunta a Katherine si ese era el cuarto donde "aquello" sucedió. Katherine le dice que sí, y que Dylan ha preguntado si podía entrar en esa habitación. Adam entonces le pregunta si han hecho lo correcto volviendo a Wisteria Lane. Katherine le responde que no tenían posibilidad de elegir.
- Datos: Q725240